# Rima Milichius
La Rima Milichius è una struttura geologica della superficie della Luna.